# Eduardo Ibáñez López-Dóriga
Eduardo Ibáñez López-Dóriga (Madrid, 5 de noviembre de 1951) es un diplomático español. Fue Embajador de España en Estonia (2008-2011).

## Biografía
Licenciado en Derecho, ingresó en 1977 en la carrera diplomática. Estuvo destinado en las representaciones diplomáticas españolas en Alemania y ante las Comunidades Europeas. Ha sido vocal asesor del Gabinete de la Presidencia del Gobierno, vocal asesor en el Gabinete del Subsecretario del Ministerio de Asuntos Exteriores y Segundo Jefe en la Embajada de España en Marruecos. De 2004 a 2008 fue Segundo Jefe de la Embajada de España en Roma, y desde ese año hasta 2011 ostentó el cargo de embajador de España en Estonia.